# Lora

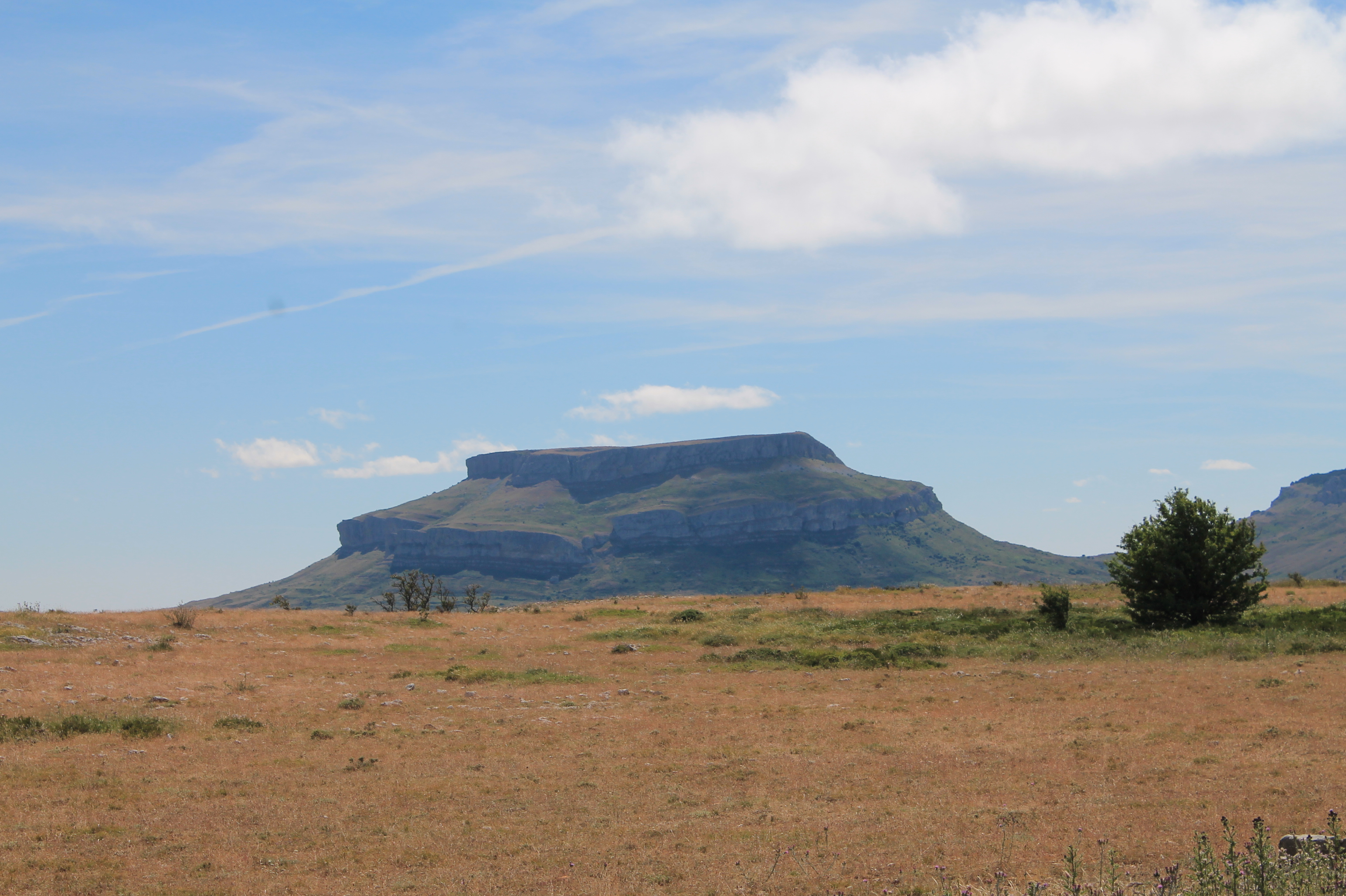
La Peña Amaya

La Lora és un terreny elevat respecte a l'entorn, com un altiplà, format per materials geològics, principalment calcàris, del Mesozoic que es localitzen entre les comunitats autònomes de Castella i Lleó i Cantàbria, al nord de la península Ibèrica. Tot el conjunt geològic i geomorfològic de les Loras ha esdevingut un Geoparc. Geomorfològicament, les loras son sinclinals. La lora més alta és la Peña Amaya amb 1362 metres d'altitud.